# 18th Avenue (BMT West End Line)
Pour les articles homonymes, voir 18th Avenue.
La station 18th Avenue est une station de métro locale de la BMT West End Line du métro de New York, située à Brooklyn à l'intersection de la 18th Avenue et de New Utrecht Avenue dans le quartier de Bensonhurst à Brooklyn. Cette station est desservie par le train D en tout temps.

## Histoire
La station a ouvert ses portes le 24 juin 1916, en tant que terminus de la BMT West End Line, qui s'étendait jusqu’à 36th Street sur la  BMT Fourth Avenue Line,. 

### Rénovations
Les quais ont été agrandis dans les années 1960 pour accueillir les nouveaux trains de la division B de 615 pieds (187 mètres).
En 2012, la station a été rénovée dans le cadre de l'American Recovery and Reinvestment Act de 2009.
En 2019, la MTA a annoncé que la station deviendrait conforme à l'Americans with Disabilities Act de 1990, grâce à l'installation d'ascenseurs. Ce projet sera financé par le péage urbain de New York.

## Agencement de la station
| Niveau de la plateforme | Quai latéral        | Quai latéral                                                                |
| Niveau de la plateforme | Quai direction nord | ← vers Norwood-205th Street                                                 |
| Niveau de la plateforme | Express             | → Pas de service régulier                                                   |
| Niveau de la plateforme | Quai direction sud  | vers Coney Island-Stilwell Avenue→                                          |
| Niveau de la plateforme | Quai latéral        |                                                                             |
| Mezzanine               | Mezzanine           | Vers les entrées et sorties, agent de station et machines MetroCard et OMNY |
| Rez-de-chaussée         | Niveau de la rue    | Entrée/sortie                                                               |

Cette station possède deux quais latéraux et trois voies. La voie centrale n'est pas utilisée pour le service régulier.
L'œuvre d’art présente dans la station est Bensonhurst Gardens par Francesco Simeti. Il est composé de fenêtres en verre laminées  sur les pare-brise des quais. Il a été installé en 2012.

## Dans la culture populaire
Certaines scènes du film Out for Justice de Steven Seagal ont été tournées à cette station.